# Holly Hendrix
Holly Hendrix (Lafayette, Indiana; 20 de abril de 1997) es una actriz pornográfica estadounidense.

## Biografía
Hendrix nació en la ciudad de Lafayette (Indiana), hija de una estadounidense y de padre natural de Guyana, es la segunda hija del matrimonio. Siendo todavía pequeña se trasladó hasta Savannah, en Georgia.
Tras iniciar brevemente sus estudios universitarios con 18 años, en 2015 decidió probar suerte en la industria del porno, trabajando desde muy pronto para productoras como Evil Angel, Elegant Angel, Burning Angel, Kick Ass, Bang Bros o Reality Kings.
Como curiosidad, el apellido de su nombre artístico hace referencia a la estrella del rock y guitarrista Jimi Hendrix.
Hasta la actualidad, ha rodado más de 430 películas.
En 2017 ganó los Premios AVN a la Mejor actriz revelación y a la Mejor escena escandalosa de sexo por Holly Hendrix’s Anal Experience, recibiendo además las nominaciones a la Mejor escena de sexo lésbico en grupo por la película Violation of Piper Perri, y a la Mejor escena de doble penetración por Oil Overload 15.

## Premios y nominaciones
| Año  | Ceremonia                   | Resultado | Premio                                        | Trabajo                         |
| ---- | --------------------------- | --------- | --------------------------------------------- | ------------------------------- |
| 2016 | Inked Awards                | Ganadora  | Mejor anal                                    | —                               |
| 2016 | Inked Awards                | Nominada  | Mejor culo                                    | —                               |
| 2016 | Inked Awards                | Nominada  | Mejor oral                                    | —                               |
| 2017 | Premios AVN                 | Ganadora  | Mejor actriz revelación                       | —                               |
| 2017 | Premios AVN                 | Nominada  | Mejor escena de sexo lésbico en grupo         | Violation of Piper Perri        |
| 2017 | Premios AVN                 | Nominada  | Mejor escena de doble penetración             | Oil Overload 15                 |
| 2017 | Premios AVN                 | Ganadora  | Mejor escena escandalosa de sexo              | Holly Hendrix’s Anal Experience |
| 2017 | Premios AVN                 | Nominada  | Premio fan: Debutante más caliente            | —                               |
| 2017 | Inked Awards                | Ganadora  | Mejor anal                                    | —                               |
| 2017 | Inked Awards                | Ganadora  | Mejor coño                                    | —                               |
| 2017 | Inked Awards                | Ganadora  | Mejor escena lésbica                          | —                               |
| 2017 | Inked Awards                | Ganadora  | Estrella del año                              | —                               |
| 2017 | Spank Bank Awards           | Ganadora  | Fun Sized Fuck Toy                            | —                               |
| 2017 | Spank Bank Awards           | Nominada  | Most Energetic Fuck Bunny                     | —                               |
| 2017 | Spank Bank Awards           | Nominada  | Life Sized Human Hand Puppet                  | —                               |
| 2017 | Spank Bank Awards           | Nominada  | Newcummer of the Year                         | —                               |
| 2017 | Spank Bank Awards           | Nominada  | Porn's Next Superstar                         | —                               |
| 2017 | Spank Bank Awards           | Nominada  | Two Hot Dogs in a Hallway                     | —                               |
| 2017 | Spank Bank Awards           | Nominada  | Sharing Is Caring                             | —                               |
| 2017 | Spank Bank Awards Technical | Ganadora  | Immeasurable Carnal Prowess in a 4' 10" Frame | —                               |
| 2017 | Premios XBIZ                | Nominada  | Mejor actriz revelación                       | —                               |
| 2017 | Premios XRCO                | Nominada  | Orgasmic Analist                              | —                               |
| 2017 | Premios XRCO                | Ganadora  | Superslut                                     | —                               |
| 2017 | Premios XRCO                | Nominada  | Mejor debutante                               | —                               |
| 2018 | Premios AVN                 | Nominada  | Artista femenina del año                      | —                               |
| 2018 | Premios AVN                 | Nominada  | Mejor escena de doble penetración             | Manuel DPs Them All 5           |
| 2018 | Premios AVN                 | Nominada  | Premio fan: Artista femenina favorita         | —                               |
| 2018 | Spank Bank Awards           | Nominada  | Airtight Angel of the Year                    | —                               |
| 2018 | Spank Bank Awards           | Nominada  | Best Swallower                                | —                               |
| 2018 | Spank Bank Awards           | Ganadora  | Countess of Contortionism                     | —                               |
| 2018 | Spank Bank Awards           | Nominada  | Gangbanged Girl of the Year                   | —                               |
| 2018 | Spank Bank Awards           | Nominada  | Most Energetic Fuck Bunny                     | —                               |
| 2018 | Spank Bank Awards           | Nominada  | Tattooed Temptress of the Year                | —                               |
| 2018 | Spank Bank Awards           | Nominada  | The Dirty Little Slut of the Year             | —                               |
| 2018 | Spank Bank Awards Technical | Ganadora  | House Slytherin's Favorite Slut               | —                               |
| 2018 | Premios XRCO                | Ganadora  | Superslut                                     | —                               |
| 2018 | Inked Awards                | Nominada  | Escena del año                                | All Access POV                  |
| 2018 | Inked Awards                | Ganadora  | Mejor anal                                    | —                               |
| 2018 | Premios XBIZ                | Nominada  | Mejor escena de sexo en película de todo sexo | Ass vs. Pussy 4                 |
| 2018 | Premios XBIZ                | Nominada  | Mejor escena de sexo en realidad virtual      | An Action Is a Go!              |
| 2019 | Premios AVN                 | Nominada  | Mejor escena de sexo anal                     | Trashy Love Story               |
| 2019 | Premios AVN                 | Nominada  | Mejor escena de sexo en grupo                 | Gangbanged 9                    |
| 2019 | Premios AVN                 | Nominada  | Mejor escena de sexo lésbico                  | Trashy Love Story               |
| 2019 | Premios AVN                 | Nominada  | Premio fan: Artista femenina favorita         | —                               |
| 2020 | Premios AVN                 | Nominada  | Mejor escena de doble penetración             | Double Duty Booty               |